# 웨일스 축구 협회
웨일스 축구 협회는 영국 웨일스 지역의 축구 협회이다. 축구의 규칙 변경 권한을 가진 IFAB의 회원국이다.

## 같이 보기
- 웨일스 축구 국가대표팀